# Kersey (Colorado)
Kersey is een plaats (town) in de Amerikaanse staat Colorado, en valt bestuurlijk gezien onder Weld County.

## Demografie
Bij de volkstelling in 2000 werd het aantal inwoners vastgesteld op 1389.
In 2006 is het aantal inwoners door het United States Census Bureau geschat op 1418, een stijging van 29 (2,1%).

## Geografie
Volgens het United States Census Bureau beslaat de plaats een oppervlakte van
2,5 km², geheel bestaande uit land. Kersey ligt op ongeveer 1429 m boven zeeniveau.

## Plaatsen in de nabije omgeving
De onderstaande figuur toont nabijgelegen plaatsen in een straal van 24 km rond Kersey.